# Печерица, Пётр Лукич
Пётр Лукич Печерица — советский хозяйственный, государственный и политический деятель, генерал-майор интендантской службы (19.01.1944)..

## Биография
Родился 2 июля 1903 года в селе Успенском Успенского района, Краснодарского края в семье батрака, затем плотника. С 9-ти летнего возраста стал работать по найму у местных богатеев. Летом работал, а зимой учился. В 1917 году закончил 2-х классное сельское училище. После окончания школы работал у местных кулаков Радченко и Чуприны батраком, а также на молотилке кочегаром и зубарём.
29 мая 1920 г. вступил в комсомол и был избран членом комитета комсомольской ячейки, 13-го июня 1920 года, при организации в селе коммунистической ячейки, вступил в члены партии. С апреля по июнь работал делопроизводителем председателя Ревкома, а все лето и часть осени 1920 года на молотилке зубарём. С января 1921 года стал секретарем комячейки села и был им до сентября 1922 года, В это же время работал инструктором Райкома партии № 6, председателем Райпрофсекретариата.
В сентябре 1922 г. по апрель 1923г, учился в Армавирской отдельской совпартшколе, после чего был послан секретарем парткома завода «Армалит», где проработал до октября I925 года. В это время — с мая по сентябрь 1924 года был на краевых ленинских курсах в г. Железноводске. Окружкомом посылался в волости по проведению хлебозаготовок и ликвидации остатков бандитизма.
С ноября 1925 г. по февраль 1929 года работал в Окружных отделах народного образования: в Армавирском — зав.окрполитпросветом; в Кубанском — инспектором Окр. ОНО по политпросветработе и директором УЗП (управление зрелищных предприятий). Часто был в станицах по хозполиткампаниям.
С началом коллективизации на Кубани, по личной просьбе, Кубанским окружкомом был послан в Тихорецкий район, где работал зав. Рай. ОНО, а затем зам, пред.райполеводсоюза
В ноябре 1929 г. после окончания в Краснодаре месячных курсов организаторов крупных колхозов, был послан в Брюховецкий район в ст. Батуринскую, где в январе 1930 года был избран председателем крупного колхоза, и проработал там до ноября 1930 года, то есть до разукрупнения колхозов.
С января 1931 г. по май 1933 г. работал в Брюховецком районе зав. Райфо, совмещая эту работу с обязанностями зам. пред. Райисполкома. Во время чистки сельских парторганизаций Кубани, в связи с «саботажем», в феврале 1933 г. был исключен из партии и с мая 1933 г. по сентябрь 1934 г. работал в Кущевском районе, в совхозе «Красное-55» зам. директора и полеводом.
После восстановления в партии Краевом комиссией пo чистке, с сохранением партстажа, был послан на работу зам. пред. Кущевского Райисполкома, а затем председателем Райисполкома созданного нового Крыловского района, где проработал с декабря 1934 г. по август 1938 г.
В августе 1938 г. был взят для работы в Оргбюро ВЦИК по Краснодарскому краю, вначале ответсекретарем, затем зам. председателя Краснодарского крайисполкома. Здесь проработал до апреля 1942 года.
В марте 1942 г. по просьбе Военного Совета Крымского франта передан в распоряжение фронта и назначен был комиссаром, а фактически был начальником Упродснаба фронта. Затем был назначен начальником Упродснаба Сталинградского фронта.
С октября 1942 г. по август 1944 г. был членом Военного Совета 44-й и 28-й Армий, а с августа 1944 г. до апреля 1946 г. был заместителем начальника Главупродснаба Советской Армии. В это же время организовал Управление заготовок за границей (в Венгрии), в котором был заместителем начальника. Во главе группы был послан в Забайкальский фронт по заготовкам сельхозпродуктов в Маньчжурии.
В 1942 году в Крыму был ранен и контужен. В январе 1944 года присвоено звание генерал-мaйopa. Награждён двумя орденами Красного знамени, орденом отечественной войны I-й степени, многими медалями.
Демобилизован из армии но личной просьбе в апреле 1946 года. С мая 1946 г. по май 1948 г. работал председателем Краснодарского Горсовета.
С мая 1948 г. но август 1953 г. был уполномоченным комитета заготовок по Краснодарскому краю. После ликвидации системы работал заместителем управляющего Заготзерно, а с марта 1954 г. по февраль 1958 г. работал председателем Крайкома профсоюза работников сельского хозяйства и заготовок, являясь членам президиума Крайсовпрофа, член ЦК Профсоюза два созыва. За это время награждён орденом «Знак почета».
В феврале 1958 г. в связи с болезнью перешел на пенсию, прекратив работу. Будучи на пенсии, по мере возможностей, участвовал в общественно-политической работе. В связи с 50-летием Советской власти награждён вторым орденом «Знак почета».
Умер 4 февраля 1976 года. Похоронен в городе Краснодаре на участке почетного захоронения Славянского кладбища.